# Bin-Houyé
Bin-Houyé este o comună din departamentul Zouan-Hounien, regiunea Tonkpi, Coasta de Fildeș.